# 西科特湖 (印地安納州)
西科特湖（英語：Lake Cicott）是位於美國印地安納州卡斯縣的一個非建制地區。該地的面積和人口皆未知。

## 地理
西科特湖的座標為40°45′51″N 86°31′27″W / 40.76417°N 86.52417°W，而該地的平均海拔高度為215米（即705英尺）。